# انهيار مجتمعي

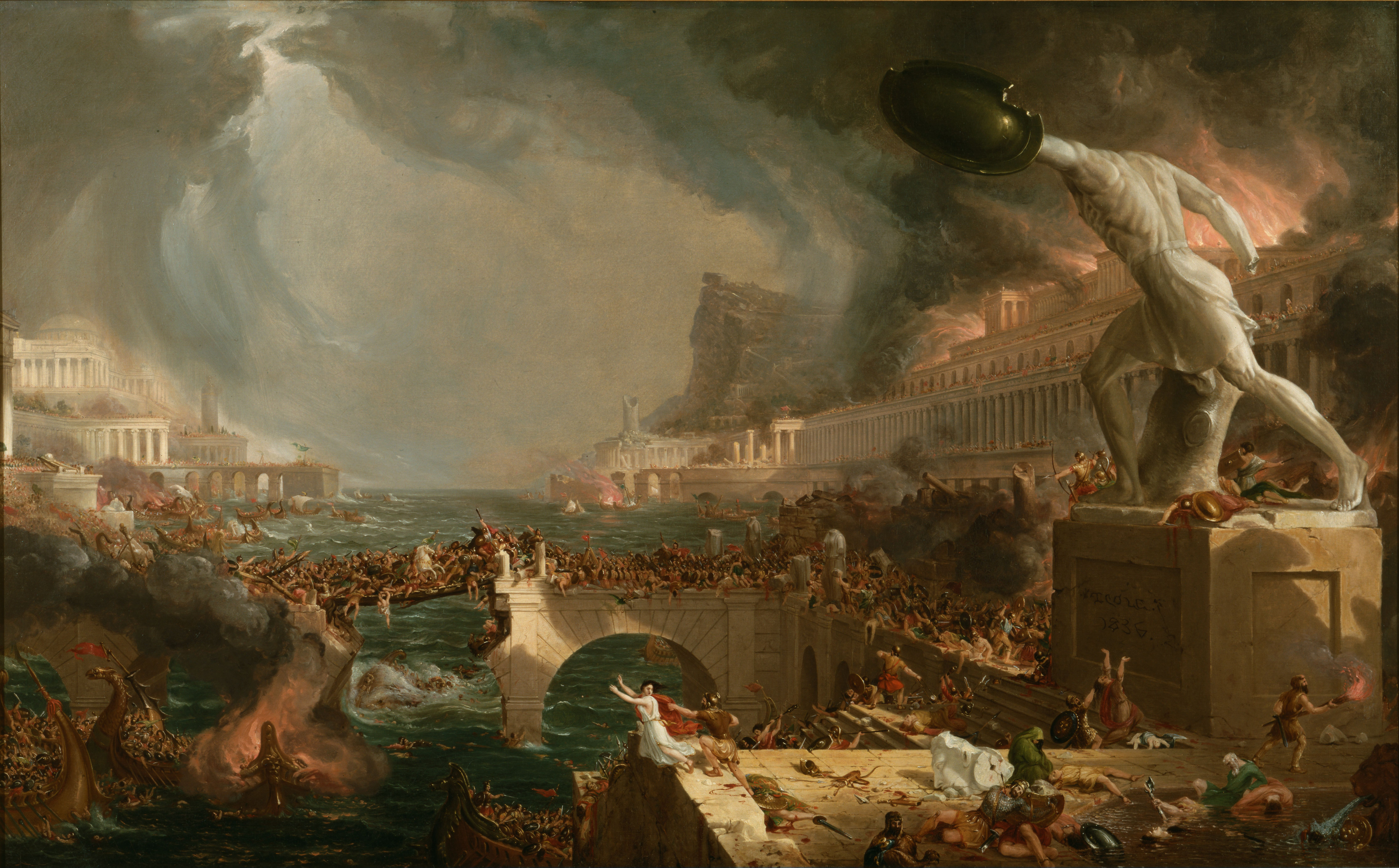
لوحة الدمار، مسار الإمبراطورية لتوماس كول (1836).

الانهيار المجتمعي (يُعرف أيضًا باسم الانهيار الحضاري) هو سقوط مجتمع بشري معقد يتميز بفقدان الهوية الثقافية، وتعقد الاقتصاد الاجتماعي، وسقوط الحكومة، وظهور العنف. تشمل الأسباب المحتملة للانهيار المجتمعي الكوارث الطبيعية، والحرب، والأوبئة، والمجاعة، والافتقار السكاني، والهجرة الجماعية. قد يعود المجتمع المنهار إلى حالة أكثر بدائية (العصور المظلمة)، أو يخضع لسيطرة مجتمع أقوى، أو يختفي تمامًا.
عانت جميع الحضارات تقريبًا مثل هذا المصير، بغض النظر عن حجمها أو تعقيدها، لكن أُعيد إحياء بعضها لاحقًا، مثل الصين والهند ومصر. مع ذلك، لم يتعاف بعضها الآخر أبدًا، مثل الإمبراطوريات الرومانية الغربية والشرقية، وحضارة المايا، وحضارة جزيرة القيامة. يكون الانهيار المجتمعي سريعًا بشكل عام ولكنه نادرًا ما يكون مفاجئًا. مع ذلك، بعض الحضارات لا تنهار وإنما تتلاشى تدريجيًا، مثل الإمبراطورية البريطانية منذ عام 1918.
اقترح علماء الأنثروبولوجيا والمؤرخون وعلماء الاجتماع مجموعة متنوعة من التفسيرات لانهيار الحضارات وشملت عوامل مثل التغير البيئي، ونضوب الموارد، والتعقد غير المستدام، والغزو، والمرض، وانحلال التماسك الاجتماعي، وزيادة عدم المساواة، والانحدار العلماني للقدرات المعرفية وفقدان الإبداع وسوء الحظ. مع ذلك، الانقراض الكامل لثقافة ما ليس أمرًا حتميًا، وفي بعض الحالات، تنشأ المجتمعات الجديدة من رماد الحضارات القديمة وتكون بمثابة نسلها، رغم الانحدار الواضح في تطورها. بالإضافة إلى ذلك، قد يستمر تأثير المجتمع المنهار، مثل الإمبراطورية الرومانية الغربية، لفترة طويلة بعد انهيارها.
تعد دراسة الانهيار المجتمعي، وعلم الانهيار، موضوعًا للمتخصصين في التاريخ والأنثروبولوجيا وعلم الاجتماع والعلوم السياسية. في الآونة الأخيرة، انضم إليهم خبراء في الديناميكا المناخية ودراسة الأنظمة المعقدة.

## المفهوم
يصيغ جوزيف تاينتر الانهيار المجتمعي في كتابه «انهيار المجتمعات المعقدة» (1988)، وهو عمل إبداعي مؤسس للمجال الأكاديمي حول الانهيار المجتمعي. يوضح في كتابه أن «الانهيار» هو «مصطلح واسع»، لكنه وصف الانهيار المجتمعي بأنه «عملية سياسية». يحصر تاينتر الانهيار المجتمعي لاحقًا باعتباره عملية سريعة (تحدث خلال «عقود قليلة») تشمل «خسارة كبيرة للهيكل الاجتماعي السياسي»، معتبرًا سقوط الإمبراطورية الرومانية الغربية «أكثر حالات الانهيار المعروفة على نطاق واسع» في العالم الغربي.

## طول العمر المجتمعي
حلل عالم الاجتماع لوك كيمب عشرات الحضارات، والتي عرّفها بأنها «مجتمع يشمل أراضٍ زراعية، ومدن متعددة، وهيمنة عسكرية في منطقته الجغرافية وبنيته السياسية المستمرة»، من سنة 3000 قبل الميلاد حتى 600 ميلادي، وحسب أن متوسط عمر حضارة قريب من 340 سنة. من بين هذه الحضارات، كانت الأكثر ديمومة مملكة كوش في شمال شرق إفريقيا (1150 عامًا)، وإمبراطورية أكسوم في إفريقيا (1100 عام)، والحضارة الفيدية في جنوب آسيا والأولمك في أمريكا الوسطى (كلاهما 1000 عام)، وأقصرها بقاءً، إمبراطورية ناندا في الهند (24) وأسرة تشين في الصين (14).
يشير تحليل إحصائي للإمبراطوريات أجراه أخصائي الأنظمة المعقدة صموئيل أربسمان إلى أن الانهيار بشكل عام حدث عشوائي ولا يعتمد على العمر. هذا مشابه لما يسميه علماء الأحياء التطورية فرضية الملكة الحمراء، والتي تؤكد أنه بالنسبة للأنواع الموجودة ضمن أنظمة بيئة قاسية، يبقى الانقراض احتمالًا مستمرًا.

### الكوارث الطبيعية وتغير المناخ
حدد علماء الآثار علامات موجة الجفاف الكبرى على مدى الألف عام منذ 5000-4000 سنة في أفريقيا وآسيا. لم يؤدي جفاف الصحراء الخضراء إلى تحويلها إلى صحراء فحسب، بل أدى أيضًا إلى إيقاف مواسم الرياح الموسمية في جنوب وجنوب شرق آسيا وسبب حدوث فيضانات في شرق آسيا، الأمر الذي حال دون الحصاد الناجح والتطوير الثقافي. تزامنت هذه الفترة مع تدهور وسقوط الإمبراطورية الأكدية في بلاد ما بين النهرين وحضارة وادي السند وربما كانت أحد أسبابها. يُعرف التحول الدراماتيكي في المناخ باسم حدث 4.2 كيلو سنة.
ترسخت حضارة وادي السند المتقدمة في جذورها عام 3000 قبل الميلاد في ما هو الآن شمال غرب الهند وباكستان وانهارت نحو عام 1700 قبل الميلاد. نظرًا لعدم فك رموز الكتابة السندية حتى الآن، تبقى أسباب زوالها غامضة، لكن هناك بعض الأدلة التي تشير إلى الكوارث الطبيعية. ظهرت علامات التدهور التدريجي في عام 1900 قبل الميلاد، وبعد قرنين من الزمان، هُجرت معظم المدن. تشير الدلائل الأثرية إلى زيادة العنف الشخصي والأمراض المعدية مثل الجذام والسل. يعتقد المؤرخون وعلماء الآثار أن الجفاف الشديد والطويل الأمد وتراجع التجارة مع مصر وبلاد ما بين النهرين سببا هذا الانهيار. اكتُشفت أيضًا أدلة على حدوث زلازل. اكتُشفت تغيرات في منسوب البحر أيضًا في موقعين محتملين للميناء على طول ساحل مكران. قد تكون الزلازل قد ساهمت في تدهور العديد من المواقع عن طريق أضرار الاهتزاز المباشر أو التغيرات في منسوب البحار أو في إمدادات المياه.
يمكن أن تؤثر الثورانات البركانية بشكل مفاجئ على المناخ. أثناء الثوران البركاني الكبير، يتحرر غاز ثنائي أكسيد الكبريت إلى طبقة الستراتوسفير، حيث يمكن أن يبقى لسنوات ويتأكسد تدريجيًا ليتحول إلى هباء الكبريتات. نظرًا لكونه شديد الانعكاس، يحد هباء الكبريتات من ضوء الشمس الساقط ويبرد سطح الأرض. من خلال الحفر في الأنهار الجليدية والصفائح الجليدية، يمكن للعلماء الوصول إلى محفوظات تاريخ تكوين الغلاف الجوي. استنتج فريق من الباحثين متعددي التخصصات بقيادة جوزيف ماكونيل من معهد بحوث الصحراء في رينو بولاية نيفادا أن ثورانًا بركانيًا حدث في عام 43 قبل الميلاد، أي بعد عام من اغتيال يوليوس قيصر في إديس مارس (15 مارس) سنة 44 قبل الميلاد، الأمر الذي ترك فجوةً في السلطة وأدى إلى حروب أهلية دامية. وفقًا للروايات التاريخية، كانت أيضًا فترة من سوء الأحوال الجوية وفشل المحاصيل وانتشار المجاعة والمرض. قدمت تحليلات حلقات الأشجار وصواعد الكهوف من أجزاء مختلفة من الكرة الأرضية بيانات تكميلية. أصبح نصف الأرض الشمالي أكثر جفافًا، بينما نصف الأرض الجنوبي أصبح أكثر رطوبة. سجل المؤرخ اليوناني أبيان أن هناك شح في الفيضانات في مصر، والتي واجهت أيضًا المجاعة والأوبئة. ازداد اهتمام روما بمصر كمصدر للغذاء، وأضعفت المشاكل المذكورة أعلاه والاضطرابات المدنية قدرة مصر على المقاومة. خضعت مصر للحكم الروماني بعد انتحار كليوباترا سنة 30 قبل الميلاد. يصعب الجزم بما إذا كانت مصر ستصبح مقاطعة رومانية لو لم ينفجر بركان أوكموك (في ألاسكا الحديثة)، لكن يُحتمل أن يكون ثورانه قد سرّع العملية.
بشكل عام، أشارت الأبحاث الحديثة إلى تغير المناخ باعتباره سببًا رئيسيًا في تراجع وانهيار المجتمعات التاريخية في الصين والشرق الأوسط وأوروبا والأمريكتين. في الواقع، تشير إعادة بناء درجة الحرارة المناخية القديمة إلى أن الفترات التاريخية من الاضطرابات الاجتماعية، والانهيار المجتمعي، والانهيار السكاني، والتغير المناخي الكبير، غالبًا ما كانت تحدث في آنٍ واحد. تمكن فريق من الباحثين من البر الرئيسي للصين وهونغ كونغ من إنشاء علاقة سببية بين تغير المناخ والأزمات البشرية واسعة النطاق في العصور ما قبل الثورة الصناعية. قد تكون الأزمات قصيرة الأمد ناجمة عن مشاكل اجتماعية، لكن تغير المناخ كان السبب النهائي للأزمات الكبرى، بدءًا من الكساد. بالإضافة إلى ذلك، نظرًا لاعتماد الزراعة بدرجة كبيرة على المناخ، ستؤدي أي انحدارات في المناخ الإقليمي عن المستوى الأمثل إلى فشل المحاصيل.